# Salerno Editrice
Salerno Editrice ist ein italienischer Buchverlag mit Sitz in Rom.
Der Verlag wurde 1972 gegründet. Verlagsleiter und Programmdirektor ist Enrico Malato, emeritierter Professor für Italienische Literatur an der Universität Neapel Federico II. Der Schwerpunkt des Verlagsprogramms liegt bei den Klassikern der Weltliteratur sowie bei Fachliteratur der Themengebiete  Philologie, Geschichte und Philosophie. Nach eigener Auskunft verlegt Salerno Editrice etwa 80 neue Titel pro Jahr, die meisten davon erscheinen in Buchreihen. Im Bereich der Literatur werden vom Verlag zahlreiche Bücher von und über Dante Alighieri herausgegeben, u. a. in der Reihe «Nuova Edizione Commentata delle Opere di Dante (NECOD)» und «Edizione Nazionale dei Commenti Danteschi». Neben einigen mehrbändigen Werken zur Literaturgeschichte publiziert der Verlag auch die periodisch erscheinende Bibliographie zur italienischen Literatur und Sprache «Bibliografia Generale della Lingua e della Letteratura Italiana (BiGLI)».